# Chiesa del Carmine (Mazara del Vallo)
La ex-Chiesa di Maria Santissima Annunziata, nota come Chiesa del Carmine, era una chiesa di Mazara del Vallo situata nel quartiere San Giovanni del centro storico, attigua al convento dei Carmelitani fondato verso il 1370. I Padri Carmelitani, inizialmente, per professare il culto usarono la limitrofa chiesa di San Bartolomeo acquistata verso il 1550 dai confratelli di San Bartolomeo, i quali a loro volta ambivano a costruirne una nuova che poi effettivamente edificarono nell’attuale piazzetta omonima di San Bartolomeo. La chiesa acquistata invece dopo un breve periodo fu profanata e adibita a sepoltura finché non venne distrutta. Nel secolo XVI quindi i Padri Carmelitani ne dovettero costruire un'altra dedicandola all'Annunziata. La chiesa nel 1795 fu consacrata da Mons. Orazio La Torre vescovo di Mazara.
Le fabbriche dell’Annunziata, così come quelle di Sant’Egidio e di Santa Veneranda, costruite tutte e tre nell’arco di alcuni decenni, rispondono a un modello unico, basato sulla medesima tipologia. Si tratta di un'aula unica con la parte presbiteriale composta genericamente da una tribuna a pianta quadrata e coperta con cupola. L'aula, a causa dell’assenza di elementi controventanti, come cappelle estroflesse o contrafforti, era sin dall’inizio predisposta per essere coperta con tetti lignei.
La chiesa dell’Annunziata conobbe un periodo di grande splendore e fu considerata per le sue dimensioni e per le ricchezze ivi contenute una delle chiese più importanti di Mazara del Vallo. Tuttavia fu colpita da un lento ed inesorabile declino. Le opere d'arte che conteneva furono disperse. Si salvò solo il marmoreo simulacro della Madonna, esposto ora nella Chiesa Madre.
Infine nel 1866 il convento dei Carmelitani fu soppresso in seguito all’eversione dell’asse ecclesiastico. Il convento fu trasformato in caserma e la chiesa abbandonata poi divenne un magazzino fino alla fine del XX secolo, quando sono stati effettuati imponenti lavori di ristrutturazione che hanno trasformato il convento in sede del Palazzo Comunale e la chiesa del Carmine in sala consiliare. Nel corso dei lavori è stata rinvenuta una lastra di pietra mutila nella parte decorativa e con una lunga iscrizione in latino. La grande lastra tombale, ripulita e restaurata, è stata poi collocata in posizione di rilievo nell’atrio della nuova Aula Consiliare. Si tratta della pietra tombale di Leone Bonfiglioli, un carmelitano di Medicina che durante la visita al convento fu colto da un grave malore e morì il 20 gennaio 1647.